# الدوري المغربي لكرة القدم 1970–71
الدوري المغربي لكرة القدم 1970-1971 هو الموسم 14 من البطولة الوطنية المغربية لكرة القدم . يتنافس خلاله 16 من أفضل الأندية الوطنية المغربية.توج بهذا الموسم فريق نهضة سطات .